# Vitavattsgyl
Vitavattsgyl är en sjö i Ronneby kommun i Blekinge och ingår i Bräkneåns huvudavrinningsområde.